# 極速快感：零極限
《極速快感：飆車無限》曾被稱為《零極限》，是2015年iOS和Android雙平台手機競速遊戲，是極速快感系列之一。

## 遊戲方式
該遊戲是一款街頭賽車遊戲，可定制車輛，避開警察路障。
遊戲者必須在“地下比賽”（這被認為是遊戲的故事模式；現今為“活動車賽”）和“車款系列賽”（其中只有某些汽車可參與並在贏後得到遊戲獎勵）。同時，玩家可以參加有時間限制的特別活動，玩家將被租借專用汽車在故事模式中使用。如果故事模式在時間用完之前完成所有賽事，玩家便將能夠保持租賃汽車作為獎勵完成。
在遊戲中所有的汽車都可以升級引擎、渦輪增壓器、變速箱、車輪、ECU和氮氣使性能提升，除了性能的提升。另外，遊戲者可以進行改裝車輛車體配件及頻色，但從時間限制的特別活動獲得的汽車，永遠不能進行改裝。